# ВЛ22м
ВЛ22м (ВЛ22 модернизированный) — советский шестиосный электровоз постоянного тока, выпускавшийся с 1947 по 1958 гг. Конструктивно является дальнейшим развитием электровоза ВЛ22, от которого отличается более мощными тяговыми электродвигателями. Первый советский крупносерийный электровоз (было построено свыше полутора тысяч), также последний представитель семейства сурамских локомотивов.

## История
В 1940 году завод «Динамо» выпустил шесть тяговых электродвигателей ДПЭ-400 часовой мощностью по 400 кВт, которые были установлены на опытном ВЛ22-178, направленном на Закавказскую железную дорогу. Эксплуатация электродвигателей в 1941—1945 гг. дала хорошие результаты. Большим достоинством этих электродвигателей являлась возможность замены предшествующих ДПЭ-340 без переделки механической части электровоза. Повышение мощности нового ТЭД было достигнуто за счёт увеличения скорости вращения якоря.
В июне 1946 года завод «Динамо» построил первый после войны электровоз ВЛ22-184 с новыми ТЭД. Этот электровоз стал последним магистральным электровозом, выпущенным заводом «Динамо». Дальнейшее производство было перенесено на Новочеркасский электровозостроительный завод (НЭВЗ). Первый магистральный электровоз, обозначенный ВЛ22М−185, НЭВЗ выпустил 7 марта 1947 года.
В основном конструкция электровоза была сохранена по сравнению с довоенными экземплярами серии, однако появился и ряд изменений, таких как снижение массы электродвигателя, применение новых аккумуляторных батарей, уменьшение числа материалов, необходимых для производства локомотива.
Электровоз выпускался как с рекуперативным торможением, так и без него. Внешне это проявлялось в наличии четырёх или только трёх штепсельных разъёмов на колонке, расположенной перед кабиной. Предназначались для соединения цепей управления отдельных локомотивов специальными перемычками (жоксами) при сборке  сплоток для синхронной работы аппаратов управления на обоих электровозах, работающих по системе многих единиц.
Отдельные изменения конструкции, непрерывно вносимые в ходе выпуска, способствовали повышению надёжности и технологичности локомотивов этой серии.

## Серийный выпуск и эксплуатация
Серия локомотивов ВЛ22М выпускалась НЭВЗ до 1958 года включительно. Всего завод изготовил 1541 электровоз этой серии.
На 1 января 1959 года электровозы ВЛ22М работали на 17 из 44 существовавших на тот момент железных дорог СССР. На Южной и Октябрьской железных дорогах в основном эксплуатировались электровозы с передаточным числом тягового редуктора 3,76, обслуживавшие в основном пассажирские поезда.
Начавшееся в конце 1970-х годов исключение из парка электровозов серии ВЛ22М наиболее интенсивно шло в 1980-х годах. До первой половины 1990-х годов эти электровозы активно эксплуатировались на Урале, причём как в грузовом, так и в пассажирском движении. Машинистами магистральных грузовых электровозов ст. Свердловск-Сортировочный ВЛ22М именовался «муфлоном», чьё пренебрежительное отношение в 1986—1987 гг. к этому локомотиву объяснялось не только его преклонным возрастом, но и архаичной системой смазки букс колёсных пар (подшипники скольжения требовали постоянного контроля уровня масла). При этом, эти же локомотивы с подшипниками качения в буксах «муфлонами» не назывались. В свою очередь на Урале наряду с электровозами серии ВЛ22М эксплуатировались более современные ВЛ11, именовавшиеся локомотивщиками «аполлонами» в том случае, если они состояли из трёх секций, что ассоциировалось у машинистов с состыкованной космической станцией «Союз — Аполлон». Двухсекционные электровозы серии ВЛ11 гордым именем «Аполлон» не назывались.
Электровозы ВЛ22М, обладая трёхосными тележками, были гораздо лучше приспособлены к вождению поездов при горном профиле пути с уклонами большой крутизны. На горнозаводском направлении Пермского отд. Свердловской ж.д. они продолжали использоваться в грузовом движении, несмотря на поступление более свежих ВЛ11. Сложность эксплуатации ВЛ11 объяснялась тем, что при трогании с места на крутом подъёме возникало т.н. боксование - колёса проворачивались на месте, а состав не трогался - не хватало точек сцепления с рельсами. Использование песочниц не всегда помогало.
По состоянию на 2021 год 11 электровозов серии ВЛ22М все еще эксплуатируются на промышленных предприятиях Челябинской области: 8 единиц на ОАО «ЧМК» , 2 -  Южно-Уральской ГРЭС, 1 - в Бакальском рудоуправлении. Электровозы "ЧМК" в конце 2010-х отремонтированы и перекрашены в ярко-оранжевый цвет. Еще четыре машины находятся на консервации в депо ЧМК, как минимум две из них проходили ремонт и работоспособны.
На Экспериментальном кольце ВНИИЖТ в Щербинке есть рабочий электровоз ВЛ22М-1892, используемый во время различных мероприятий. Он выкрашен в нетипичный для серии ярко-синий цвет. Эта машина последнего, 1958 года выпуска, в связи с чем находится в относительно неплохом состоянии. Также в музее Октябрьской железной дороги имеется полностью укомплектованный и работоспособный ВЛ22М-1729.
В поездной работе два локомотива ВЛ22м до конца 2010-х использовались в Грузии.
В музее Северо-Кавказской железной дороги представлен  ВЛ22М 1947 года выпуска. Последнее место работы электровоза ВЛ22М-1119 – депо Пермь-Сортировочный, Свердловской ж.д. Ранее этот электровоз работал в депо: Барабинск, Омской ж. д., Свердловск-Сортировочный, Чусовская, Каменск-Уральский, Свердловской ж. д.

## Конструкция

### Электрооборудование

#### Аппараты защиты тяговых двигателей
Основным аппаратом защиты тяговых двигателей является быстродействующий выключатель (БВ). Обозначение БВ в схеме — 57, тип — БВП-1Г (такой же, как на ВЛ22; на электровозах ВЛ22М поздних выпусков, а также модернизированных, ставили выключатели типа БВП-3). Быстродействующий выключатель имеет одну пару контактов, включённых в начало цепи тяговых двигателей. Контакты имеют электропневматический привод. Выключатель включается только по команде машиниста, а выключается либо по команде машиниста, либо автоматически при возникновении аварийного режима. Автоматическое выключение БВ может происходить двумя способами:
- При значительной перегрузке либо коротком замыкании в цепи тяговых двигателей, когда протекающий через БВ ток этой цепи превышает ток срабатывания (ток уставки) БВ;
- При срабатывании какого-либо другого аппарата защиты цепей тяговых двигателей. В этом случае контакты этого аппарата обесточивают удерживающую катушку выключателя[2]. На электровозах ВЛ22М без рекуперативного торможения такими аппаратами являются 4 реле перегрузки, которые выключают БВ при перегрузке тяговых двигателей[3].

На электровозах ВЛ22М с рекуперативным торможением (рекуперацией) БВ может выключаться по сигналу следующих аппаратов:
- Реле перегрузки тяговых двигателей — при перегрузке какой-либо группы тяговых двигателей (ток более 500 А);
- Реле максимального напряжения — при повышении напряжения на тяговых двигателях выше 3960 В;
- Реле перегрузки двигателя мотор-генератора — при перегрузке этого двигателя;
- Контактора двигателя мотор-генератора — при выключении этого двигателя (только в режиме рекуперативного торможения);
- Автоматических выключателей управления — при понижении давления в тормозной магистрали либо повышении давления в тормозных цилиндрах, т.е. при пневматическом торможении электровоза (только в режиме рекуперативного торможения)[3].

Для защиты от недопустимого повышения напряжения на тяговых двигателях на электровозах ВЛ22М с рекуперацией установлено реле повышенного (максимального) напряжения (обозначено в схеме 76). Тип реле — Р-6Н. Катушка реле включена параллельно тяговым двигателям. Если напряжение на двигателях превысит 3960 В, реле повышенного напряжения включится, обесточивая цепь удерживающей катушки быстродействующего выключателя. Выключатель выключится, обесточивая тяговые двигатели. Это исключает работу двигателей под повышенным напряжением, а в режиме рекуперации — подачу этого напряжения в контактную сеть.

## Опытные электровозы ВЛ22И
Положительные результаты опытной эксплуатации электровоза ВЛ8В−001 стали основанием для проведения более широких испытаний электрической тяги на постоянном токе напряжением 6000 В. Для этого часть электрифицированных участков Закавказской железной дороги была переведена на данное напряжение, а Тбилисский электровозостроительный завод (ТЭВЗ) в 1973 году закончил переоборудование под него электровоза ВЛ22М−1586, получившего обозначение серии ВЛ22И−1586. Индекс И означает импульсное управление электродвигателями.
Пусковые резисторы, групповой переключатель и электропневматические контакты были заменены на тиристорные преобразователи, аналогичные используемым на ВЛ8В−001. По сравнению с электровозом ВЛ22М мощность увеличилась на 10 % за счёт более высокого напряжения на тяговых электродвигателях. При напряжении контактной сети 3000 В мощность была несколько ниже, чем у ВЛ22М, однако оставалась достаточной для ведения поездов на том же пути.
В 1974—1975 гг. ТЭВЗ переоборудовал ещё четыре электровоза серии ВЛ22М.
Однако из-за отсутствия решения ряда проблем, таких как недопустимое влияние тиристорных преобразователей на воздушные линии связи и рельсовые цепи автоблокировки, изоляция участков силовых цепей (на которых возникало напряжение до 12 кВ) и т. п., а также проведённых работ по увеличению сечений проводов контактной сети 3000 В и ввода дополнительных промежуточных тяговых подстанций, перевод контактной сети на напряжение 6000 В был признан нецелесообразным.
В 1980 году электровозы серии ВЛ22И были исключены из инвентаря.

## Галерея
- Общий вид
- Электровоз-памятник ВЛ22М-185, НЭВЗ
- ВЛ22М-287 на постаменте у Челябинского электровозоремонтного завода
- ВЛ22М-442, Поволжский музей железнодорожной техники
- ВЛ22М-692 на станции  Зима
- ВЛ22М-825, Львовская область
- ВЛ22М-1483 тянущий поезд «Кутаиси — Ткибули», на подъезде к станции Сацире
- ВЛ22М-1119, музей Северо-Кавказской железной дороги
- ВЛ22М-1119, музей Северо-Кавказской железной дороги
- ВЛ22М-1349, депо Челябинск
- ВЛ22М-1442, Новосибирский музей железнодорожной техники
- ВЛ22М-1483, Ткибули-2
- ВЛ22М-1510, Львовская область
- ВЛ22М-1244, Челябинский металлургический комбинат (перегон Металлургическая - Кольцевая)
- ВЛ22М-1782 Львовская область
- ВЛ22М-1892, Экспериментальная кольцевая железная дорога ВНИИЖТ

- Детали
- ВЛ22м-2026, вид спереди